# Чемпионат мира по волейболу среди женских клубных команд 2021
14-й чемпионат мира по волейболу среди женских клубных команд  прошёл с 15 по 19 декабря 2021 года в Анкаре (Турция) с участием 6 команд. Чемпионский титул в 4-й раз в своей истории выиграла турецкая команда  «Вакыфбанк» Стамбул.

## Команды-участницы
«Фенербахче» (Стамбул, Турция) — команда-организатор турнира;
 «Имоко Воллей» (Конельяно, Италия) — победитель Лиги чемпионов ЕКВ 2021;
 «Вакыфбанк» (Стамбул, Турция) — серебряный призёр Лиги чемпионов ЕКВ 2021;
 «Алтай» (Усть-Каменогорск, Казахстан) — победитель чемпионата Азии среди клубных команд 2021;
 «Прая Клубе» (Уберландия, Бразилия) — победитель чемпионата Южной Америки среди клубных команд 2021;
 «Итамбе-Минас» (Белу-Оризонти, Бразилия) — серебряный призёр чемпионата Южной Америки среди клубных команд 2021.

## Система проведения чемпионата
6 команд-участниц на предварительном этапе были разбиты на две группы. 4 команды (по две лучшие из групп) вышли в плей-офф и по системе с выбыванием определили призёров чемпионата. 
Первичным критерием при распределении мест в группах являлось общее количество побед, затем общее количество очков, соотношение выигранных и проигранных партий, соотношение мячей, результаты личных встреч. За победы со счётом 3:0 и 3:1 команды получали по 3 очка, за победы 3:2 — по 2, за поражения — 2:3 — по 1, за поражения 0:3 и 1:3 очки не начислялись.

## Предварительный этап

### Группа A
| М | Команда        | 1   | 2   | 3   | И | В | П | С/П | О |
| - | -------------- | --- | --- | --- | - | - | - | --- | - |
| 1 | «Имоко Воллей» |     | 3:0 | 3:0 | 2 | 2 | 0 | 6:0 | 6 |
| 2 | «Фенербахче»   | 0:3 |     | 3:1 | 2 | 1 | 1 | 3:4 | 3 |
| 3 | «Прая Клубе»   | 0:3 | 1:3 |     | 2 | 0 | 2 | 1:6 | 0 |

15 декабря
«Имоко Воллей» — «Фенербахче» 3:0 (25:12, 25:23, 25:23).
16 декабря
«Фенербахче» — «Прая Клубе» 3:1 (22:25, 25:23, 25:18, 25:21).
17 декабря
«Имоко Воллей» — «Прая Клубе» 3:0 (25:17, 25:16, 25:18).

### Группа В
| М | Команда        | 1   | 2   | 3   | И | В | П | С/П | О |
| - | -------------- | --- | --- | --- | - | - | - | --- | - |
| 1 | «Вакыфбанк»    |     | 3:0 | 3:0 | 2 | 2 | 0 | 6:0 | 6 |
| 2 | «Итамбе-Минас» | 0:3 |     | 3:0 | 2 | 1 | 1 | 3:3 | 3 |
| 3 | «Алтай»        | 0:3 | 0:3 |     | 2 | 0 | 2 | 0:6 | 0 |

15 декабря
«Итамбе-Минас» — «Алтай» 3:0 (25:20, 25:22, 25:18).
16 декабря
«Вакыфбанк» — «Алтай» 3:0 (25:13, 25:10, 25:17).
17 декабря
«Вакыфбанк» — «Итамбе-Минас» 3:0 (25:18, 25:17, 25:18).

## Плей-офф

### Полуфинал
18 декабря
 «Имоко Воллей» —  «Итамбе-Минас»
3:1 (23:25, 26:24, 25:15, 25:19).
 «Вакыфбанк» —  «Фенербахче»  
3:0 (25:19, 29:27, 25:23).

### Матч за 3-е место
19 декабря
 «Фенербахче» —  «Итамбе-Минас» 
3:0 (25:18, 25:7, 28:26).

### Финал
| 19 декабря 2021 | \| «Вакыфбанк» (Стамбул) \| 3:2 fivb.org \| «Имоко Воллей» (Конельяно) \| \| Джансу Озбай-Эркюль (3) Габриэла Гимарайнс (12) Зехра Гюнеш (10) Изабель Хок (28) Мишель Барч-Хакли (8) Чиака Огбогу (15) Айча Айкач (либеро) Мерьем Боз Букет Гюлюбай (1) Кюбра Акман \| Голы \| Йоанна Волош (1) Кэтрин Пламмер (10) Рафаэла Фолье (2) Паола Эгону (35) Меган Кортни (4) Робин де Крёйф (6) Моника Де Дженнаро (либеро) Мириам Силла (7) Христина Вучкова (6) Джулия Дженнари Джорджия Фрозини Лара Каравелло \| | Анкара Ankara Spor Salonu 10960 зрителей |
| Счёт по партиям — 25:15, 22:25, 25:22, 22:25, 15:7. Время матча — 1 час 49 минут. Судьи: Владимир Олейник, Властимил Коварж.                                                           | | |
| «Вакыфбанк» (Стамбул) | 3:2 fivb.org | «Имоко Воллей» (Конельяно) |
| Джансу Озбай-Эркюль (3) Габриэла Гимарайнс (12) Зехра Гюнеш (10) Изабель Хок (28) Мишель Барч-Хакли (8) Чиака Огбогу (15) Айча Айкач (либеро) Мерьем Боз Букет Гюлюбай (1) Кюбра Акман | Голы | Йоанна Волош (1) Кэтрин Пламмер (10) Рафаэла Фолье (2) Паола Эгону (35) Меган Кортни (4) Робин де Крёйф (6) Моника Де Дженнаро (либеро) Мириам Силла (7) Христина Вучкова (6) Джулия Дженнари Джорджия Фрозини Лара Каравелло |

## Итоги

### Положение команд
| «Вакыфбанк» (Стамбул)             |
| «Имоко Воллей» (Конельяно)        |
| «Фенербахче» (Стамбул)            |
| 4. «Итамбе-Минас» (Белу-Оризонти) |
| 5—6. «Прая Клубе» (Уберландия)    |
| 5—6. «Алтай» (Усть-Каменогорск)   |

### Призёры
«Вакыфбанк» (Стамбул): Букет Гюлюбай, Джансу Озбай, Тугба Шеноглу, Айча Айкач, Кюбра Акман, Чиака Огбогу, Айше-Мелис Гюркайнак, Габриэла Брага Гимарайнс (Габи), Изабель Хок, Мерьем Боз, Мишель Барч-Хакли, Айлин Сарыоглу-Аджар, Дерья Джебеджиоглу, Зехра Гюнеш. Главный тренер — Джованни Гуидетти.
  «Имоко Воллей» (Конельяно): Лара Каравелло, Кэтрин Пламмер, Меган Кортни, Божана Бутиган, Робин де Крёйф, Рафаэла Фолье, Ловет Оморуйи, Моника Де Дженнаро, Христина Вучкова, Джорджия Фрозини, Джулия Дженнари, Йоанна Волош, Мириам Силла, Паола Эгону. Главный тренер — Даниэле Сантарелли.
  «Фенербахче» (Стамбул): Хатидже-Гизем Орге, Анна Лазарева, Белиз Башкыр, Джансу Четин, Диджле-Нур Бабат, Мелиха Исмаилоглу, Арина Федоровцева, Наз Айдемир-Акйол, Ана Кристина Менезис ди Оливейра Соуза (Анинья), Эда Эрдем-Дюндар, Мина Попович, Ипар Озай-Курт, Тутку Бурджу-Юзгенч, Бусе Юнал. Главный тренер — Зоран Терзич.

### Индивидуальные призы
| - MVP Изабель Хок («Вакыфбанк») - Лучшая связующая Йоанна Волош («Имоко Воллей») - Лучшие центральные блокирующие Робин де Крёйф («Имоко Воллей») Зехра Гюнеш («Вакыфбанк») | - Лучшая диагональная нападающая Изабель Хок («Вакыфбанк») - Лучшие нападающие-доигровщики Габриэла Гимарайнс («Вакыфбанк») Арина Федоровцева («Фенербахче») - Лучшая либеро Моника Де Дженнаро («Имоко Воллей») |